# Gilberto Adame
Gilberto Adame Soltero (Guadalajara, Jalisco México 31 de mayo de 1972) es un exfutbolista mexicano. Jugaba de defensa. Desde junio de 2025 se desempeña como el director técnico del Atlético Morelia de la Liga de Expansión MX.

## Trayectoria
Hizo su debut con el Club Atlas en la 91-92 y luego fue enviado a la Segunda División jugando con el Tecomán. Se incorporó a Tecos de la UAG en la 95-96 y desde entonces ha permanecido en el cuadro titular.
Poco a poco se afianzó con el club donde permaneció por doce torneos y su desempaño fue suficiente para que en el Verano 2002 se ganará un contrato con el Guadalajara.
Duró con chivas sólo seis meses y regular desempeño retornó a UAG y jugó un año para después jugar en la Primera División 'A' con el Club León y estuvo en varios clubes de la categoría como Querétaro FC y Club Irapuato hasta que hizo su tercera etapa con los tecos y marca su regreso a primera división donde no logra ser habitual alternando dos encuentros con la filial y vuelve a la división de plata para jugar sus últimos torneos en 2007 con Club Tijuana y Tampico Madero FC un torneo en cada uno hasta que se retiró.
Actualmente ha encabezado cuerpos técnicos de varias instituciones y director en fuerzas básicas.

### Como jugador
| Club                | País                | Año         | Partidos | Goles | Media |
| ------------------- | ------------------- | ----------- | -------- | ----- | ----- |
| Atlas F.C.          | México              | 1991 - 1992 | 6        | 0     | 0     |
| Atlético Tecomán    | México              | 1992 - 1994 | 26       | 3     | 0.12  |
| Tecos de la U.A.G.  | México              | 1995 - 2001 | 180      | 7     | 0.04  |
| C.D. Guadalajara    | México              | 2002        | 16       | 0     | 0     |
| Tecos de la U.A.G.  | México              | 2002 - 2003 | 23       | 0     | 0     |
| Club León           | México              | 2003 - 2004 | 34       | 3     | 0.09  |
| Querétaro F.C.      | México              | 2004 - 2005 | 39       | 0     | 0     |
| Irapuato F.C        | México              | 2005 - 2006 | 35       | 5     | 0.14  |
| Tecos U.A.G.        | México              | 2006        | 6        | 0     | 0     |
| Tecos A             | México              | 2006        | 2        | 0     | 0     |
| Club Tijuana        | México              | 2007        | 17       | 0     | 0     |
| Tampico Madero F.C. | México              | 2007        | 17       | 0     | 0     |
| Total en su carrera | Total en su carrera | 1991 - 2007 | 322      | 19    | 0.06  |

### Como director técnico
| Club                      | País   | Año         |
| ------------------------- | ------ | ----------- |
| Mazatlán F. C. (interino) | México | 2024        |
| Atlético Morelia          | México | 2025 - Act. |

## Selección nacional

### Partidos internacionales
| # | Fecha                 | Rival          | Sede        | Estadio                       | Resultado | Competición |
| - | --------------------- | -------------- | ----------- | ----------------------------- | --------- | ----------- |
| 1 | 25 de octubre de 2000 | Estados Unidos | Los Ángeles | Los Angeles Memorial Coliseum | 0 - 2     | Amistoso    |

## Estadísticas

### Resumen estadístico
| Competencia                | Partidos | Goles |
| -------------------------- | -------- | ----- |
| Primera División de México | 278      | 8     |
| Liga de Ascenso de México  | 144      | 8     |
| Segunda División de México | 26       | 3     |
| Partidos internacionales   | 1        | 0     |
| Total                      | 323      | 19    |